# Елбриџ (Њујорк)
Елбриџ (енгл. Elbridge) град је у америчкој савезној држави Њујорк.

## Демографија
По попису из 2010. године број становника је 1.058, што је 45 (-4,1%) становника мање него 2000. године.
| Група             | 2000.         | 2010.         |
| Белци             | 1.060 (96,1%) | 1.005 (95,0%) |
| Афроамериканци    | 1 (0,1%)      | 3 (0,3%)      |
| Азијати           | 7 (0,6%)      | 3 (0,3%)      |
| Хиспаноамериканци | 17 (1,5%)     | 32 (3,0%)     |
| Укупно            | 1.103         | 1.058         |